# ريزدنت إيفل فيلدج
ريزدنت إيفل فيلدج (بالإنجليزية: Resident Evil Village)‏ هي لعبة فيديو من نوع رعب البقاء من تطوير ونشر شركة كابكوم. اللعبة هي الجزء الرئيسي الثامن من سلسلة ريزدنت إيفل والجزء الثاني من ريزدنت إيفل 7: بايوهازرد الذي تترك منظور الشخص الثالث لتكون من منظور الشخص الأول. تدور أحداث اللعبة بعد سنوات من الجزء السابق مع إيثان وينترز وزوجته ميا، ليظهر كريس ريدفيلد (البطل الأسطوري من أجزاء السلسلة السابقة) ليعطل ويزعج حياتهم فجأة.
تم الإعلان عن اللعبة في حدث إطلاق جهاز بلاي ستيشن 5 في يونيو 2020، صدرت اللعبة على مايكروسوفت ويندوز، وبلاي ستيشن 4، وبلاي ستيشن 5، وإكس بوكس سيريس إكس وسيريس أس في شهر مايو 2021.

## أسلوب اللعب
مثل الجزء السابق ريزدنت إيفل 7، تم تطوير اللعبة على محرك آر إي إنجن ومنظور اللعبة هو منظور الشخص الأول، مع عودة إيثان وينترز كأبطال. أصبح نظام إدارة المخزون مماثل لجزء ريزدنت إيفل 4 التي تتضمن حقيبة. وتتميز اللعبة أيضا بعودة «التاجر»، الذي لديه الآن مظهر أكثر سمنة وضخامة ويشار إليه باسم «الدوق». هو يُمكنُ أَن يَبِيع اللاعبَ أشياء مختلفة مثل الأسلحةِ ومواد الشفاء. العملة المستخدمة في اللعبة لشراء المواد المذكورة هي «لي» الرومانية.

### متعدد اللاعبين
تحتوي لعبة ريزدنت إيفل فيلدج على لعبة متعددة اللاعبين عند شراء نسخة ريزدنت إيفل: فيرس. خلافًا للعبة الرئيسية اما بالنسبة لمنظور اللعبة في متعددة اللاعبين هو منظور الشخص الثالث. في حين أن لعبة منفصلة من الناحية الفنية، فإن ريزدنت إيفل: فيرس لن يتم بيعها بشكل منفصل عند الإطلاق.

## ملخص

### مقدمة القصة
بعد سنواتٍ من الأحداث المأساوية التي وقعت في ريزدنت إيفل 7: بايوهازرد، عاد إيثان وينترز لبدء حياته من جديد مع زوجته ميا، للعيش في سلامٍ وترك الماضي وراءهم. ومع ذلك، يظهر كريس ريدفيلد (البطل الأسطوري من أجزاء السلسلة السابقة) ليعطل ويزعج حياتهم فجأة، تاركًا إيثان مدمرًا في كابوسٍ جديدٍ يبحث عن الإجابات، ليجده في نهاية المطاف في قرية غامضة.

### القصة الاساسية
بعد ثلاث سنوات من الهروب من براثن إيفلين وعائلة بيكر في دولفي، انتقل كل من إيثان وميا إلى أوروبا لبدء حياة جديدة وتربية ابنتهما المولودة حديثًا روز. ومع ذلك يقتحم كريس ريدفيلد وفريقه منزلهم وقتلوا ميا واختطفوا إيثان وروز. يفقد إيثان وعيه ويستيقظ لاحقًا بجوار شاحنة نقل محطمة. يتجول إيثان المرتبك في قرية مجاورة تتعرض للهجوم من قبل جيش من المخلوقات الشبيهة بالذئب شديدة العدوانية المعروفة باسم الليكانين. يراقب إيثان بلا حول ولا قوة القرويين الباقين على قيد الحياة وهم يذبحون من قبل الليكانيين قبل أن يتم اسره ومواجهة الأم ميراندا، ولورداتها ألسينا ديميتريسكو، دونا بينيفينتو، سالفاتور مورو، وكارل هايزنبرغ.
إيثان يهرب من خاطفيه ويغامر في قلعة ديمتريسكو للبحث على ابنته روز. ويقوم بقتل ديمتريسكو وبناتها بمساعدة التاجر دوق، ولكن يكتشف ان راس روز موجود في قنينة. ويوضح الدوق أن الام ميراندا قد فصلت روز إلى أربع قنينات مختلفة بسبب طقوس خاصة، يمكن الآن لايثان إعادة إحياء روز إذا قام باستعادة القنينات الأخرى الموجودة مع بينيفينتو، مورو، هايزنبرغ. إيثان يعلم أن كريس موجود في القرية لأسباب غير معروفة.يدخل ايثان لبيت بينفينتو ويرى شبح لميا وروز ويتضح ان هذه هلوسة بسبب ازهار خاصة لدى بيت بينفينتو وبعد رحلة صعبة في بيت بينفينتو يأخذ ايثان قنينة الساقين. ويواجه ايثان مورو في الطاحونة ويتضح ان كريس لديه معسكر للعمليات في البحيرة ولكن يقتل ايثان مورو ويأخذ قنينة الذراعين.

يواجه إيثان هايزنبرغ في مصنعه، حيث يخطط الاخير لتمرد ضد ميراندا. يقدم هايزنبرغ عرضًا لاستخدام روز لقتل ميراندا لكن إيثان يرفض ويهرب. يقابل إيثان كريس ويتشاجران بسبب وفاة ميا. يكشف كريس أن «ميا» التي قتلها كانت بالاصل ميراندا، حيث تتمتع ميراندا بقدرات حركية حيوية مثل إيفلين. يقوم إيثان بالسيطرة على دبابة مؤقتة لمحاربة هايزنبرغ وهزيمته. بعد هزيمة هايزنبرغ تصل ميراندا وتقوم بقتل إيثان بتمزيق قلبه.

بعد مقتل إيثان، يقود كريس فرقة قواته الخاصة للتقدم نحو ميراندا وإنقاذ روز، بينما تصل القوة الهجومية من BSAA لقمع ميراندا. يتجه كريس إلى كهف أسفل القرية، حيث يجد ميغاميسيت مصدر العفن الذي ولد إيفلين ومنح ميراندا سلطاتها. يزرع قنبلة على ميغاميسيت ويتقدم إلى أعماق الكهوف حيث يجد مختبر ميراندا. يكتشف كريس أن ميراندا بدأت في تجربة العفن منذ أكثر من قرن، يكتشف كريس أيضًا أن ميراندا قامت بتوجيه أوسويل سبنسر، مؤسس شركة امبريلا واستخدمت معرفتها لتطوير فيروس تي-فيرس في النهاية. ينقذ كريس ميا المسجونة.

يقوم التاجر الدوق بانقاذ إيثان وينقله إلى موقع الطقوس، حيث يهزم إيثان ميراندا وينقذ روز. يبدأ جسد إيثان بالانهيار لأن قواه التجديدية لم تعد قادرة على مواكبة إصاباته. أخبر كريس أن يهرب من القرية مع ميا وروز، يضحي إيثان بنفسه عن طريق تفجير القنبلة وتدمير الهيكل والقرية. بينما تحزن ميا على فقدان إيثان، يكتشف كريس أن جنود BSAA الذين تم إرسالهم إلى القرية كانوا أسلحة بيولوجية عضوية ويأمر فرقته بالتوجه إلى مقر BSAA الأوروبي.

في مشهد ما بعد أسماء اسرة العمل، تزور روز قبر إيثان قبل استدعائها لمهمة نيابة عن منظمة غير معلنة. وبينما كانت هي ومرافقها يبتعدان مسافة بعيدة، شوهد شخص غير معروف يقترب من مركبتهم.

### الشخصيات
- إيثان وينترز: الشخصية الرئيسية في اللعبة إيثان شخص عادي ليس لديه خبرة عسكرية أو قتالية وسبق له ان وضع تحت حماية BSAA.
- كريس ريدفيلد: عضو فرقة ستارز ومن أكثر شخصية ارتبط في أحداث Resident Evil. حالياً عضو في BSAA لمكافحة الأسلحة البيولوجية، ولكن بنفس الوقت لديه غموض مرتبط في منظمة امبريلا المتخفية.
- التاجر دوق : هو تاجر متوجد في أماكن معينة في اللعبة يقوم في بيع وشراء الاغراض والاسلحة ويمكنك من خلاله تطوير الاسلحة أيضا يطبخ الاكل لزيادة الصحة والحماية.
- ألسينا ديميتريسكو: هي ابنة الام ميراندا المتبناة ولديها ثلاث فتيات تبنتهم بعد عدة تجارب مع الذباب هم بيلا وكاساندرا ودانييلا
- كارل هايزنبرغ:
- سالفاتور مورو:
- دونا بينيفينتو:

## التطوير
بدأ تطوير ريزدنت إيفل فيلدج في أوائل سنة 2017. أما بالنسبة إلى التسمية غير الاعتيادية للعبة فهو يعود إلى رغبة المطور بتركيز اللاعبين على تمييز هذه اللعبة والقرية التي فيها، ويبدو أن اسم فيلدج يشير بحد ذاته إلى بطل الرواية، وبذلك يريد المطور استخدام هذه التسمية بدلاً من ريزدنت إيفل 8 عند الحديث عن اللعبة.
أصدرت الشركة اليابانية كابكوم أول فيديو ترويجي عن اللعبة في حدث إطلاق بلاي ستيشن 5 في يونيو 2020 كحصرية للجهاز. من المقرر أن يتم إصدار اللعبة في عام 2021 لأنظمة التشغيل مايكروسوفت ويندوز، وبلاي ستيشن 5، وإكس بوكس سيريس إكس.
تم بناء اللعبة باستخدام نسخة محسنة من محرك الألعاب إي أر إنجن.

## ردود الفعل
| استقبال |                                                |
| --- | ---------------------------------------------- |
| مجموع النقاط المجموع نقاط ميتاكريتيك PC: 85/100 [ 14 ] PS4: 85/100 [ 15 ] PS5: 84/100 [ 16 ] XSX: 83/100 [ 17 ] نتائج المراجعة نشرة نقاط غيم سبوت 9/10 [ 18 ] غيمز رادار [ 19 ] آي جي إن 8/10 [ 20 ] جو فيديو 16/20 [ 21 ] |                                                |
| مجموع النقاط |                                                |
| المجموع | نقاط                                           |
| ميتاكريتيك | PC: 85/100 PS4: 85/100 PS5: 84/100 XSX: 83/100 |
| نتائج المراجعة |                                                |
| نشرة | نقاط                                           |
| غيم سبوت | 9/10                                           |
| غيمز رادار | [ 19 ]                                         |
| آي جي إن | 8/10                                           |
| جو فيديو | 16/20                                          |

تلقت ريزدنت إيفل فيلدج تقييمات «إيجابية بشكل عام»، وفقًا لمجمع المراجعة ميتاكريتيك. .
المبيعات:
في 11 مايو 2021، أعلنت شركة كابكوم ان اللعبة قد باعت مايقارب 3 ملايين نسخة حول العالم، حيث حققت أي ايرادات لاتقل عن 180 مليون دولار.
في 29 يوليو 2021، شحنات اللعبة التي صدرت في مايو الماضي وتمكنت حتى نهاية الربع المالي بتاريخ 30 يونيو من تجاوز حاجز 4.5 مليون نسخة عالميا. في 26 يناير 2022، أعلنت شركة كابكوم ان لعبة باعت حوالي 5.7 مليون نسخة عالميًا.

## وصلات خارجية
- ريزدنت إيفل فيلدج على موقع IMDb (الإنجليزية)
- الموقع الرسمي